# Amorphomerus
Amorphomerus is een geslacht van kevers uit de familie van de loopkevers (Carabidae). De wetenschappelijke naam van het geslacht is voor het eerst geldig gepubliceerd in 1923 door Sloane.

## Soorten
Het geslacht Amorphomerus omvat de volgende soorten:
- Amorphomerus boivini Jeannel, 1948
- Amorphomerus chaudoiri
- Amorphomerus raffrayi (Chaudoir, 1878)